# Kolsvart trädbasbagge
Kolsvart trädbasbagge (Sphaeriestes stockmanni) är en skalbaggsart som först beskrevs av Olof Biström 1977.  Kolsvart trädbasbagge ingår i släktet Sphaeriestes, och familjen trädbasbaggar. Arten är reproducerande i Sverige.